# Excellence Coral
Die Excellence Coral ist ein Flusskreuzfahrtschiff im Besitz der Swiss Excellence River Cruise GmbH. Es verkehrt unter Schweizer Flagge hauptsächlich auf der Elbe, Havel, Oder, Peene und im Nord-Ostsee-Kanal. Seit 2015 kommt das Schiff auch auf Flussreisen zwischen Arnheim und Brügge zum Einsatz.

## Geschichte
Die Excellence Coral wurde im Jahr 1998 im Auftrag der Reederei Scylla gebaut und ging ursprünglich unter dem Namen Swiss Coral in Dienst. Im April 2012 übernahm die Swiss Excellence River Cruise das Schiff und liess es umfassend renovieren. Die neue Innengestaltung des Schiffes erfolgte durch Nazly Twerenbold, die Frau von Werner Twerenbold (1946–2015), Verwaltungsratspräsidenten der Twerenbold Service. Die Excellence Coral wird wie die übrigen Excellence-Schiffe exklusiv unter dem Dach der Twerenbold-Gruppe vom Reisebüro Mittelthurgau vermarktet. Twerenbold-Busse bringen die Passagiere aus der Schweiz direkt zu den Schiffen und begleiten die Schiffe für Landausflüge.

## Ausstattung

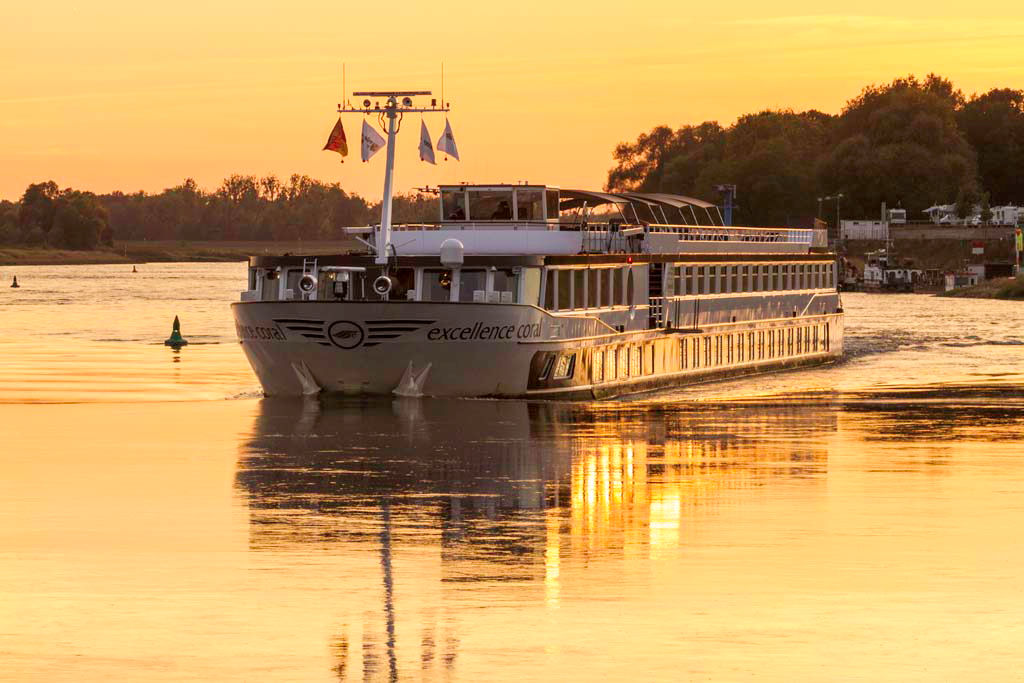
Excellence Coral im Abendlicht

Die Excellence Coral wird durch zwei Motoren des Typs Caterpillar C18 angetrieben. Dank der vergleichsweise geringen Länge von 82 Metern, der Breite von 9,50 Metern und nur 1,05 Metern Tiefgang kann das Schiff Schleusen passieren und Reviere befahren, die für viele Kabinenfahrgastschiffe unpassierbar sind. Dazu gehören beispielsweise der Greifswalder Bodden in Richtung Stralsund und Rügen sowie die Schleusen auf Havel und Moldau.
Das Flussschiff der gehobenen Mittelklasse verfügt über 44 Kabinen. Die Kabinen auf dem Oberdeck sind mit einem grossen Panoramafenster ausgestattet, auf dem Hauptdeck mit zwei kleineren Fenstern. Alle Kabinen verfügen über Dusche/WC, Föhn, Klimaanlage, Safe, Mini-Bar, Sat-TV (Flachbildschirm), Haustelefon und Radioanlage/Wecker. Das Schiff bietet Platz für insgesamt 87 Passagiere. Eine Besonderheit des Schiffes ist der Salon mit Panorama-Bar.

## Brand an Bord
Bei Belgern im Landkreis Nordsachsen sind 72 Passagiere vom brennenden Schiff auf der Elbe gebracht worden. Das Feuer sei am 10. Dezember 2023 aus bislang ungeklärter Ursache im Maschinenraum des Kabinenschiffes ausgebrochen.
Das Kabinenschiff war auf der Elbe in Fahrtrichtung Riesa unterwegs. Durch Brandeinwirkung fielen beide Hauptmaschinen und beide Generatoren aus. Im weiteren Verlauf erfolgte ein Notankermanöver auf der Elbe. Alle 72 Passagiere wurden unverletzt durch Feuerwehr, THW und Wasserschutzpolizei evakuiert. Die 24 unverletzten Besatzungsmitglieder verblieben an Bord.